# Sorbus aria
Sorbus aria é uma espécie de planta com flor pertencente à família Rosaceae. 
A autoridade científica da espécie é (L.) Crantz, tendo sido publicada em Stirpium Austriarum Fasciculus 2: 46. 1763.
O nome comum é mostajeiro-branco.

## Sinónimos
Os sinónimos desta espécie são:
- Crataegus aria L. - basiónimo
- Azarolus aria (L.) Borkh.
- Hahnia aria (L.) Medik.
- Lazarolus aria (L.) Borkh.
- Malus aria (L.) Risso
- Pyrenia aria (L.) Clairv.
- Pyrus aria (L.) Ehrh.

## Portugal
Trata-se de uma espécie presente no território português, nomeadamente em Portugal Continental.
Em termos de naturalidade é nativa da região atrás indicada.

## Protecção
Não se encontra protegida por legislação portuguesa ou da Comunidade Europeia.